# Hóquei Clube de Braga
El Hóquei Clube de Braga,  también conocido como Hóquei Clube de Braga / SPORMEX por razones de patrocinio, es un club de hockey sobre patines de la ciudad portuguesa de Braga. También se le conoce como HC Braga o simplemente HCB.

## Historia
El club fue fundado el día 18 de marzo de 1988 tras la extinción de la sección de hockey del ABC Braga. El equipo disputa la 1ª división del Campeonato de Portugal de hockey sobre patines tras su ascenso en 2017.
Entre sus logros deportivos más destacados figuran dos subcampeonatos de la copa portuguesa (2007 y 2008), un subcampeonato de la Supercopa de Portugal (2008), así como la disputa de la final de la Copa de la CERS de la temporada 2011/12, en la que cayó derrotado por el Hockey Bassano italiano.
A un nivel inferior cabe remarcar la consecución de dos títulos de la segunda división portuguesa en las temporadas 2004/05 y 2006/07.

## Palmarés
Campeonatos nacionales:
- 2 Ligas de Portugal (2ª división) (2004/05, 2006/07)